# Thune (Braunschweig)
Thune ist ein Stadtteil von Braunschweig und liegt ungefähr 8 Kilometer nördlich der Kernstadt unmittelbar an der Grenze zum Landkreis Gifhorn. Es gehört zum Stadtbezirk 322 – Nördliche Schunter-/Okeraue.

## Geografie
Die Siedlungsgebiete Thunes befinden sich weitestgehend nördlich des Mittellandkanals, einige Teile auch auf den Talsandterrassen der Schunter, die diesen Bereich durchströmt. Über die Kreisstraße 27 ist der Stadtteil mit Harxbüttel und über die Kreisstraße 28 mit Braunschweig verbunden. Nordöstlich befindet sich die Bundesstraße 4, welche die Stadt Braunschweig mit dem Landkreis Gifhorn verbindet. Über die Tangente A 391 ist das Autobahnkreuz Braunschweig-Nord schnell erreichbar.

## Geschichte

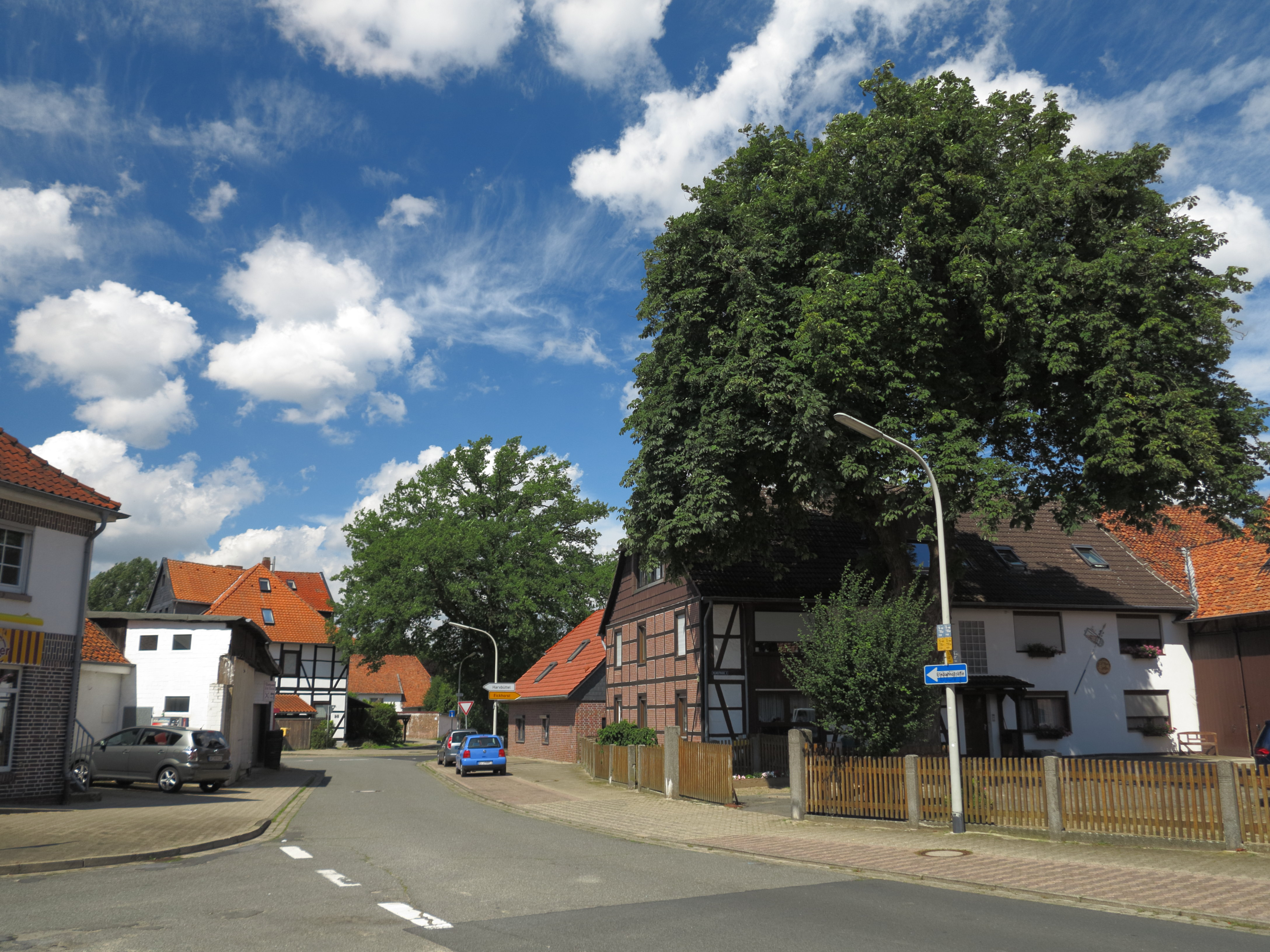
Ortskern von Thune

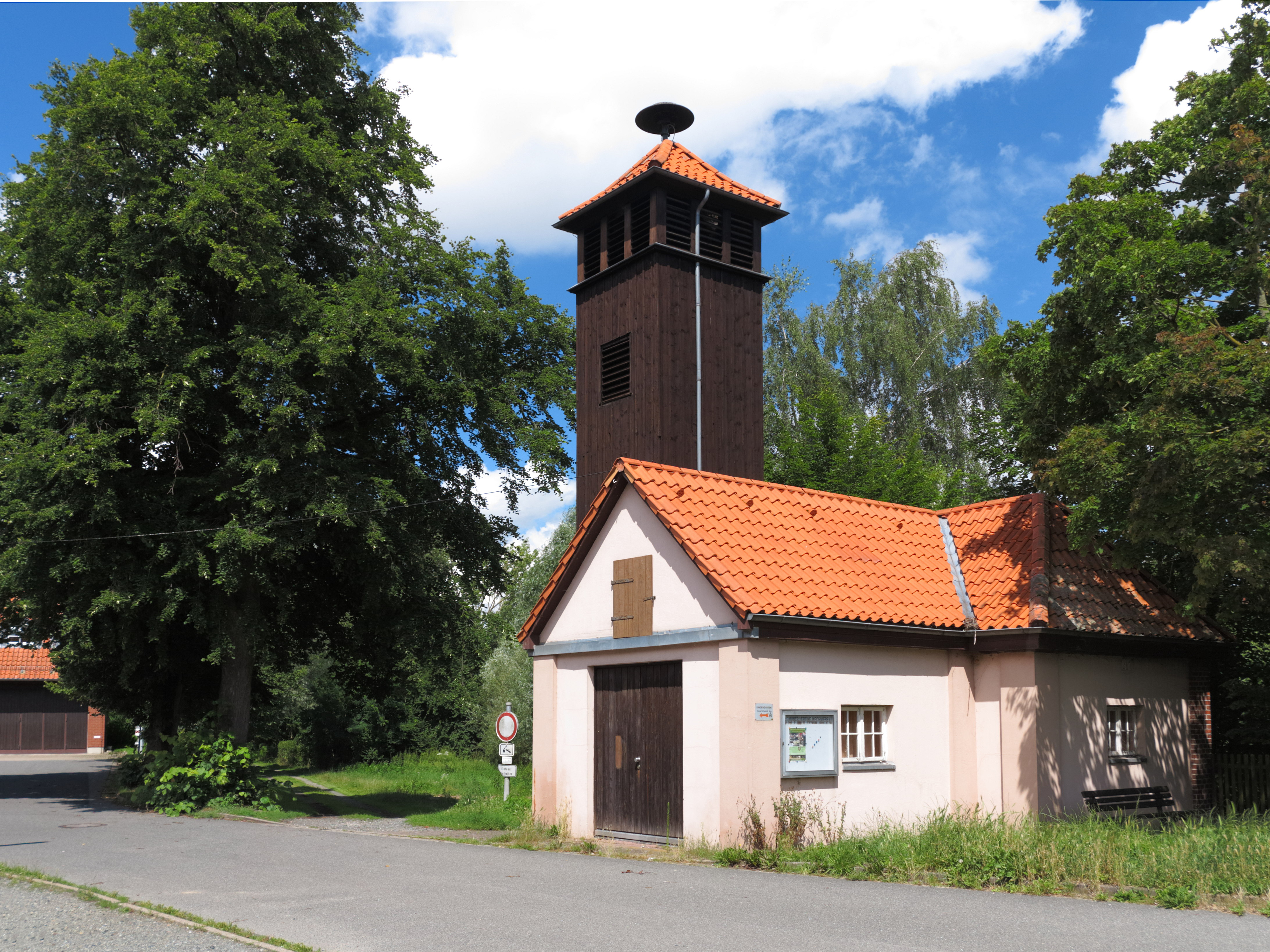
Ortsbild

Bereits im Jahr 1269 wird eine Burg mit dem Namen „Castrum Thune“ erstmals urkundlich erwähnt. Eine Wehranlage bestand hier wohl bereits seit dem 9. bis 10. Jahrhundert und gehörte zu einer Reihe von Schunterburgen, die eine Verteidigungslinie in den Kriegen zwischen den Wenden und den Sachsen bildeten. Umgeben waren die Burgen von hölzernen Palisaden in deren Schutz sich die Siedlung entwickeln konnte.
Die Burg war durch das Fürstentum Lüneburg an Angehörige des Ortsadelsgeschlechts von Thune und auch der Adelsfamilie aus dem nahe gelegenen Wenden als Lehen vergeben. 1387 wurde die Burg durch die Herren von Bartensleben niedergebrannt. Im Folgejahr ging sie an die Herzöge im Fürstentum Braunschweig-Wolfenbüttel über. Ihren jeweiligen Eigentümern diente sie zudem als Amtssitz und Pfandobjekt. 1492 ließ Herzog Heinrich I. von Braunschweig-Wolfenbüttel die Burg samt Vorwerk zerstören. Nach 1497 wurden keine Besitzer der Burg mehr genannt. 1574 war die Burganlage wüst.
Der Name des Ortes könnte sich von dieser Befestigungsanlage ableiten, denn 1356 wird diese als „dat slot de Thun“, 1388 „Thün“ und 1477 die Siedlung als „dat dorp to dem Thüne“ bezeichnet. Dort, wo sich ehemals die Burganlage befand, wurde 1771 ein Ackerhof errichtet. Dieses sogenannte Niedersachsenhaus wurde zwischen 1955 und 1967 abgerissen. Auf dem Burgplatz befinden sich das Feuerwehrhaus der Freiwilligen Feuerwehr und der Kindergarten.
Im Jahre 1639 entstand aus einem weiteren Ackerhof das ehemalige Rittergut, welches am 16. September 1693 von Georg Ernst von Jettebrock erworben wurde. Dieser war Landrat und Dekan des Stiftes St. Blasi der Stadt Braunschweig und wurde von den Herzögen zu Braunschweig und Lüneburg Rudolf August und Anton Ulrich in den Ritterstand erhoben. Thune war das kleinste Rittergut des Braunschweiger Landes.
Von 1701 bis 1896 hatte das Rittergut wechselnde Besitzer. Einer von ihnen war der Enkel des Mediziners Heinrich Meibom, der Herzoglich Braunschweig-Lüneburgische Hofrath und Leibmedicus Heinrich Johann von Meibom (* 14. Dezember 1717 in Helmstedt), der hier von 1754 bis zu seinem Tode am 12. Januar 1773 wohnte. Nach 1896 wurden die Gebäude und Ländereien aufgeteilt und verkauft, so dass es seine Stellung als Rittergut verlor.
1974 wurde das Dorf Thune nach Braunschweig eingemeindet.

## Infrastruktur
Verkehr
Thune liegt am Mittellandkanal und besitzt dort bei MLK 223 Nord einen Ölhafen, der auch den Anleger des Wasserstraßen- und Schifffahrtsamt Braunschweigs beherbergt.
Der Ort ist durch Busse und Straßenbahnen der Braunschweiger Verkehrs-GmbH an das öffentliche Nahverkehrsnetz angeschlossen.
Schutzgebiete
- Seit 1962 sind die Waldgebiete bei Thune als Landschaftsschutzgebiet ausgewiesen.
- Der Thuner Sundern ist seit 2024 Naturschutzgebiet

## Wappen
Das Wappen zeigt einen silbernen Pferdekopfgiebel auf einem roten Schild, der über einer silbernen Palisade aus sieben zugespitzten Pfählen im Schildfuß angeordnet ist.
Die nach außen blickenden Pferdeköpfe des Giebelkreuzes symbolisieren die sächsische Abstammung der Siedlung und deren bäuerliche Ausprägung. Die Farbgebung Rot-Weiß spiegelt nicht nur die Farben der Stadt Braunschweig, sondern zusammen mit dem Pferdesymbol auch die des niedersächsischen Wappens wider.
Arnold Rabbow hat das Wappen entworfen. Es wurde am 4. September 1980 vom Ortsrat in Wenden angenommen, zu dem Thune damals gehörte.